# Березівка (Хорошівська селищна громада)
Березі́вка — село в Україні, у Хорошівській селищній територіальній громаді Житомирського району Житомирської області. Кількість населення становить 223 особи (2001), загальна площа села — 5,1 км². У 1923—74 та 1992—2016 роках — адміністративний центр однойменної сільської ради.

## Загальна інформація
Розташована в межах природно-географічного краю Полісся і за 8 км від центру громади, смт Хорошів. Найближча залізнична станція — Нова Борова, за 26 км.

## Населення
В кінці 19 століття в селі нараховувалося 22 двори та 172 мешканці, на 1906 рік — 19 дворів та 152 мешканці.
Кількість населення, станом на 1923 рік, становила 183 особи, кількість дворів — 23.
У 1972 році кількість мешканців становила 330 осіб, дворів — 103.
Відповідно до результатів перепису населення СРСР, кількість населення, станом на 12 січня 1989 року, становила 295 осіб. Станом на 5 грудня 2001 року, відповідно до перепису населення України, кількість мешканців села становила 223 особи.

## Історія
Засноване в другій половині XVIII століття, слобода Житомирського повіту Волинської губернії, входила до православної парафії в Давидівці.
Наприкінці 19 століття — село Горошківської волості Житомирського повіту Волинської губернії.
В 1906 році — сільце в складі Горошківської волості (1-го стану) Житомирського повіту Волинської губернії. Відстань до повітового та губернського центру, м. Житомир, становила 39 версти, до волосної управи, в містечку Горошки — 3 версти. Найближче поштово-телеграфне відділення розташовувалось в Горошках.
У 1923 році увійшло до складу новоствореної Давидівської сільської ради, котра, від 7 березня 1923 року, стала частиною новоутвореного Кутузівського (згодом — Володарський, Володарсько-Волинський, Хорошівський) району Коростенської округи. Відстань до районного центру, міст. Кутузове, становила 5 верст, до центру ради, с. Давидівка — 3,5 версти. 24 серпня 1923 року, відповідно до рішення Волинської губернської АТК № 4 «Про зміни границь в межах округів, районів і сільрад», утворено Березівську сільську раду Кутузівського району з центром у с. Березівка.
У 1932—1933 роках село постраждало від Голодомору. За свідченнями очевидців, кількість померлих склала, щонайменше, 5 осіб.
Упродовж німецько-радянської війни участь у бойових діях брали 300 місцевих жителів, з них 197 осіб загинуло, 150 — нагороджено орденами і медалями.
30 грудня 1962 року, в складі сільської ради, внаслідок ліквідації Володарсько-Волинського району, увійшло в підпорядкування Черняхівського району Житомирської області. 8 грудня 1966 року, після відновлення Володарсько-Волинського району, село повернуте до його складу.
1963 року встановлено пам'ятник радянським воїнам, які загинули впродовж німецько-радянської війни. Також на околиці Березівки та Торчина було знайдено два давньоруські курганні могильники.
На початку 1970-х років у селі діяли бригада колгоспу «Маяк», восьмирічна школа, клуб, бібліотека із книжковим фондом 4788 примірників і фельдшерсько-акушерський пункт.
12 серпня 1974 року село втратило статус центру сільської ради — відповідно до рішення Житомирського облвиконкому № 342 «Про зміни в адміністративно-територіальному поділі окремих районів області в зв'язку з укрупненням колгоспів», його перенесено до с. Грушки, з перейменуванням ради на Грушківську. 26 червня 1992 року, відповідно до рішення Житомирської обласної ради, село увійшло до складу відновленої Березівської сільської ради Володарсько-Волинського району.
3 серпня 2016 року, відповідно до рішення Житомирської обласної ради, село увійшло до складу новоствореної Хорошівської селищної територіальної громади Хорошівського району Житомирської області. Від 19 липня 2020 року, разом з громадою, в складі новоствореного Житомирського району Житомирської області.